# Bahnmeister

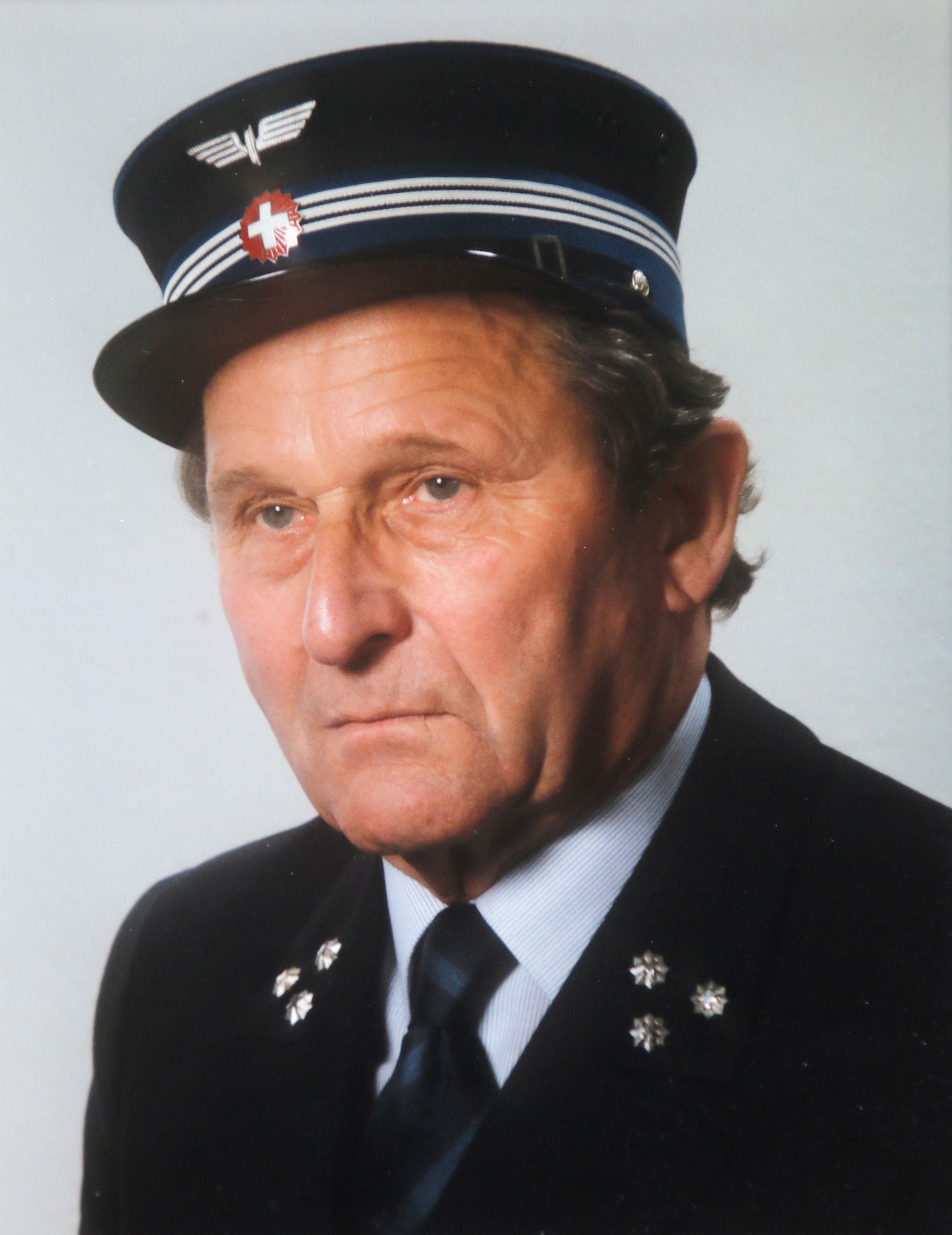
Bahnmeister der Schweizerischen Bundesbahnen in Uniform (um 1980)

Bahnmeister, auch Bahnaufseher oder Oberbahnwärter (Abk.: Bm), ist eine Funktionsbezeichnung im Eisenbahnbetrieb für einen technischen Eisenbahnbediensteten, der innerhalb eines Streckenbereichs (einer Bahnmeisterei) für die betriebssichere Unterhaltung der Eisenbahnanlagen (Oberbau) verantwortlich ist.
Ihm obliegt in seinem Arbeitsbereich die Umsetzung der Arbeitsaufträge der Streckeningenieure, die Beaufsichtigung von Bahnarbeitern und die Aufsicht des Streckenwärterdienstes.
Bei der DB InfraGO AG (vormals DB Netz AG) in Deutschland heißt die Funktion des Bahnmeisters heute Bezirksleiter Fahrbahn.
Die Diensträume und eine allfällige Dienstunterkunft eines Bahnmeisters werden auch als Bahnmeisterei oder Bahnmeisterhaus bezeichnet. Bei der Deutschen Reichsbahn waren die Bahnmeistereien örtliche Dienststellen, von deren Belegschaften kleinere Instandhaltungsarbeiten selbst ausgeführt wurden. Seit 1994 erfolgte eine Zusammenfassung mit den Gewerken Stellwerks- und Elektrotechnik zu Netzbezirken.